# Муртино
Муртино (мкд. Муртино) је насеље у Северној Македонији, у југоисточном делу државе. Муртино је насеље у оквиру општине Струмица.

## Географија
Муртино је смештено у југоисточном делу Северне Македоније. Од најближег града, Струмице, насеље је удаљено 12 km источно.
Насеље Муртино се налази у историјској области Струмица. Насеље је положено у средишњем делу Струмичког поља. Сеоски атар је равничарски и цео под ратарским културама. Надморска висина насеља је приближно 210 метара. 
Месна клима је блажи облик континенталне због близине Егејског мора (жарка лета).

## Становништво
Муртино је према последњем попису из 2002. године имало 2.209 становника.
Већинско становништво у насељу су етнички Македонци (99%), а остало су махом Срби.
Претежна вероисповест месног становништва је православље.

## Збирка слика
- Православна црква „Св. Ђорђе”
- Евангелистичка методистичка црква